# Čebarkul (jezero)
Čebarkuľ (rusky Чебаркуль) je jezero u města Čebarkul v Čeljabinské oblasti v Rusku. Má rozlohu 19,8 km². Leží na východním svahu Jižního Uralu v nadmořské výšce 319,9 m.

## Pobřeží
Pobřeží je malebné, nacházejí se na něm rekreační objekty a sanatoria. Na břehu leží také město Čebarkul.

## Vodní režim
Zdroj vody je smíšený s převahou sněhového. Rozsah kolísání úrovně hladiny je 1,25 m. Nejvyšší je v červnu. Z jezera odtéká řeka Kojelga (povodí Obu).

## Vlastnosti vody
Zamrzá v první polovině listopadu a rozmrzá v květnu.

## Meteorit
15. února 2013 dopadly do jezera úlomky úlomky meteoritu, který vědci navrhli pojmenovat podle něj.